# Danjugan Sanctuary
Danjugan Sanctuary är ett musikalbum från 1998 av sopransaxofonisten Anders Paulsson och Trio con X. Viktoria Tolstoy är gästsolist på ett av spåren.
Albumet innehåller utöver musiken 49 undervattensfotografier från Danjugan-reservatet på Filippinerna.

## Låtlista
All musik är komponerad och arrangerad av Anders Paulsson.
1. Dance to Life – 5'55
2. Danjugan Sanctuary – 4'57
3. Prozac Blues – 4'32
4. Woodsology – 7'43
5. Deep Water Interlude – 3'08
6. Sanna ögonblick – 5'50
7. Gökens rundgång – 4'40
8. Harrys Song – 5'05
9. Sawatch Creek – 8'18

## Medverkande
- Anders Paulsson – sopransaxofon
- Trio con X
  - Anders Bromander – piano, keyboards
  - Per V. Johansson – bas
  - Joakim Ekberg – trummor, slagverk
- Viktoria Tolstoy – sång (spår 3)